# Antechinus swainsonii
Antechinus swainsonii là một loài động vật có vú trong họ Dasyuridae, bộ Dasyuromorphia. Loài này được Waterhouse mô tả năm 1840.

## Hình ảnh

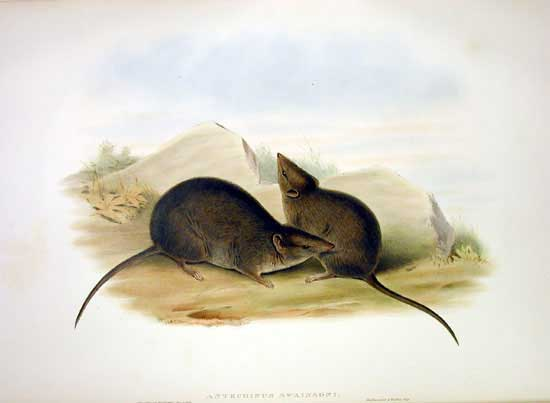